# IC 1373
IC 1373 ist eine linsenförmige Galaxie vom Hubble-Typ S0 im Sternbild Aquarius auf der Ekliptik. Sie ist schätzungsweise 481 Millionen Lichtjahre von der Milchstraße entfernt.
Das Objekt wurde am 24. September 1891 von Rudolf Spitaler entdeckt.